# Томлинсон, Дэвид
Дэвид Томлинсон (англ. David Tomlinson; 7 мая 1917 — 24 июня 2000) — английский актёр, известный прежде всего ролями в детских и комедийных фильмах («Мэри Поппинс», «Набалдашник и метла»).

## Биография
Дэвид Томлинсон родился в Хенли-он-Темс, Оксфордшир. Окончил школу, работал в офисе в Лондоне, принимал участие в любительских спектаклях. В 1940 году получил первую роль в кино; затем с началом войны был призван в армию. Позднее его карьера продолжилась, и он сыграл ряд разноплановых ролей, в основном комедийных: Джей в британской экранизации «Трое в одной лодке», лорд Фелламар («Том Джонс»).
В 1964 году Томлинсон получил роль отца семейства Бэнкс в диснеевской экранизации «Мэри Поппинс», а также озвучил в этом фильме роль мистера Биннакла и нескольких рисованных персонажей. Затем играл в других диснеевских фильмах: «Влюбленная малютка», «Набалдашник и метла».
В 1943 году он женился на вдове по имени Мэри Линдсей Хиддинг; через несколько месяцев она покончила с собой в Нью-Йорке. Через десять лет он снова вступил в брак и в течение 47 лет был женат на актрисе Одри Фримен; у них было четверо детей. С 1979 в кино не снимался. В 1990 году опубликовал автобиографию «Счастливее многих» (Luckier Than Most).
Скончался утром 24 июня 2000 года в госпитале короля Эдварда VII (Вестминстер).

## Избранная фильмография
| Год  |   | Русское название               | Оригинальное название  | Роль                  |
| ---- | - | ------------------------------ | ---------------------- | --------------------- |
| 1948 | ф | Спальный вагон до Триеста      | Sleeping Car to Triste | Том Бишоп             |
| 1949 | ф | Кавардак                       | Helter Skelter         | Ник Мартин            |
| 1950 | ф | Так долго на ярмарке           | So Long at the Fair    | Джонни Бартон         |
| 1956 | ф | Трое в лодке, не считая собаки | Three Men in a Boat    | Гаррис                |
| 1963 | ф | Том Джонс                      | Tom Jones              | лорд Фелламар         |
| 1964 | ф | Мэри Поппинс                   | Mary Poppins           | Мистер Бэнкс          |
| 1965 | ф | Город в море                   | City Under the Sea     | Гарольд Тафнелл-Джонс |
| 1978 | ф | Доминик                        | Dominique              | адвокат               |